# Club Deportivo Fortuna (Leganés)
 Club Deportivo Fortuna  es un club de fútbol fundado en 1970 con sede en Leganés, Comunidad de Madrid, España. Disputa sus partidos como local en el Estadio Municipal de La Fortuna con aforo máximo de 3.000 personas. Desde su fundación, el club ha pasado gran parte de su trayectoria en las categorías Regional y Preferente del fútbol madrileño con esporádicas participaciones en la Tercera División (3 temporadas) la última en 2011/12. Actualmente milita en el 2º Grupo Preferente de la Comunidad de Madrid.

## Temporadas
| Temporada | División   | Puesto | Copa del Rey |
| --------- | ---------- | ------ | ------------ |
| 1968–86   | Regional   | —      |              |
| 1986/87   | Preferente | 13º    |              |
| 1990/91   | Preferente | 18º    |              |
| 1994/95   | Preferente | 5º     |              |
| 1996/97   | 3ª         | 19º    |              |
| 1997/98   | Preferente | 3º     |              |
| 1998/99   | Preferente | 3º     |              |
| 1999/00   | Preferente | 2º     |              |
| 2000/01   | Preferente | 3º     |              |
| 2001/02   | Preferente | 1º     |              |
| 2002/03   | 3ª         | 17º    |              |
| 2003/04   | Preferente | 10º    |              |
| 2004/05   | Preferente | 6º     |              |
| 2005/06   | Preferente | 9º     |              |
| 2006/07   | Preferente | 3º     |              |
| 2007/08   | Preferente | 9º     |              |
| 2008/09   | Preferente | 14º    |              |
| 2009/10   | Preferente | 5º     |              |
| 2010/11   | Preferente | 3º     |              |
| 2011/12   | 3ª         | 20º    |              |
| 2012/13   | Preferente | 12º    |              |
| 2013/14   | Preferente | 9º     |              |
| 2014/15   | Preferente | 13º    |              |
| 2015/16   | Preferente | 14º    |              |
| 2016/17   | Preferente | 11°    |              |

- 3 temporadas en 1996/97, 2002/2003, 2011/2012 Tercera División